# كولي درة (ورغاهان)
کولي درة (بالفارسية: کولی‌دره) هي منطقة سكنية تقع في إيران في قسم ورغاهان الریفي. يقدر عدد سكانها بـ 73 نسمة .